# Syntermitoxenia pseudonanna
Syntermitoxenia pseudonanna är en tvåvingeart som beskrevs av Schmitz 1936. Syntermitoxenia pseudonanna ingår i släktet Syntermitoxenia och familjen puckelflugor. Inga underarter finns listade i Catalogue of Life.